# Sebastian Maier
Sebastian Maier (Landshut, 18 september 1993) is een Duits voetballer die bij voorkeur als offensieve middenvelder speelt. Hij speelt sinds 2016 bij Hannover 96.

## Clubcarrière
Maier komt uit de jeugdopleiding van 1860 München. Op 6 augustus 2011 vierde hij zijn profdebuut tegen Energie Cottbus. In twee seizoenen speelde hij 24 competitiewedstrijden voor 1860 München. In juni 2013 tekende hij als transfervrije speler een driejarig contract bij reeksgenoot FC St. Pauli. Op 26 augustus 2013 scoorde hij zijn eerste profdoelpunt voor St. Pauli tegen Dynamo Dresden. Op 15 juni 2015 werd bekend dat hij de overstap maakte naar Hannover 96.